# Stora Hasstorp
Stora Hasstorp är en bebyggelse norr om Hjälmaren i Lillkyrka-Ödeby distrikt i Örebro kommun. Från 2023 avgränsar SCB här en småort.